# Geher-Länderkampf der Frauen 1979 Frankreich – BR Deutschland
| 2. Leichtathletik-Länderkampf mit bundesdeutscher Beteiligung 1979 | 2. Leichtathletik-Länderkampf mit bundesdeutscher Beteiligung 1979 |
| ------------------------------------------------------------------ | ------------------------------------------------------------------ |
|                                                                    |                                                                    |
| Geher-Vergleich der Frauen: Frankreich – BR Deutschland            |                                                                    |
| Austragungsort                                                     | Le Grand-Quevilly                                                  |
| Wettbewerbe                                                        | 1                                                                  |
| Datum                                                              | 2. Juni                                                            |
| 1. FRG 2. FRA                                                      | 16 Punkte 06 Punkte                                                |
| Chronik                                                            |                                                                    |
| ← ESP-FRG-MEX-SWE-HUN 00Geher (M)                                  | FRA-FRG Geher (M) →                                                |

Im zweiten Vergleich des Länderkampfjahres 1979 trafen die bundesdeutschen Geherinnen am 2. Juni auf Frankreich. Veranstaltungsort war die französische Gemeinde Le Grand-Quevilly im Département Seine-Maritime. Es war die dritte Begegnung zwischen den Geherinnen der beiden Länder. Die erste war 1977 an Frankreich gegangen, die zweite hatte die Bundesrepublik im Vorjahr für sich entschieden. Am selben Ort trugen auch die männlichen Geher der beiden Nationen einen Länderkampf miteinander aus, der am 2. Juni, dem Tag des Frauenwettkampfs, begann und der am Tag darauf mit der zweiten Disziplin fortgesetzt wurde.

## Modus
Wie gewohnt stand ein Wettbewerb auf dem Programm. Ausgetragen wurde ein Straßengehen über 10 Kilometer. Jede Nation konnte vier Geherinnen stellen, von denen die drei Besten gewertet wurden. Die Punkte wurden folgendermaßen verteilt: 1. Platz: 7 P / 2. Pl.: 5 P / 3. Pl.: 4 P / 4. Pl.: 3 P / …

## Ergebnis
Die drei gewerteten bundesdeutschen Geherinnen lagen im Ziel vor allen französischen Vertreterinnen. So kam das bundesdeutsche Team mit der maximalen Wertung von sechzehn zu sechs Punkten zu einem überzeugenden Sieg, der allerdings der einzige Erfolg für die bundesdeutschen Frauen in dieser Saison bleiben sollte.

## Resultat

### 10-km-Straßengehen
| Platz | Athletin             | Land | Zeit (min) |
| ----- | -------------------- | ---- | ---------- |
| 1     | Regine Broders       | FRG  | 53:29      |
| 2     | Ingrid Adam          | FRG  | 55:20      |
| 3     | Monika Glöckler      | FRG  | 55:20      |
| 4     | Suzanne Griesbach    | FRA  | 56:20      |
| 5     | Kristina Schenck     | FRG  | 56:47      |
| 6     | Jacqueline Delassaux | FRA  | 57:52      |
| 7     | Béatrice Guignery    | FRA  | 58:53      |
| 8     | Elisabeth Reverchon  | FRA  | 61:43      |